# Ullapool

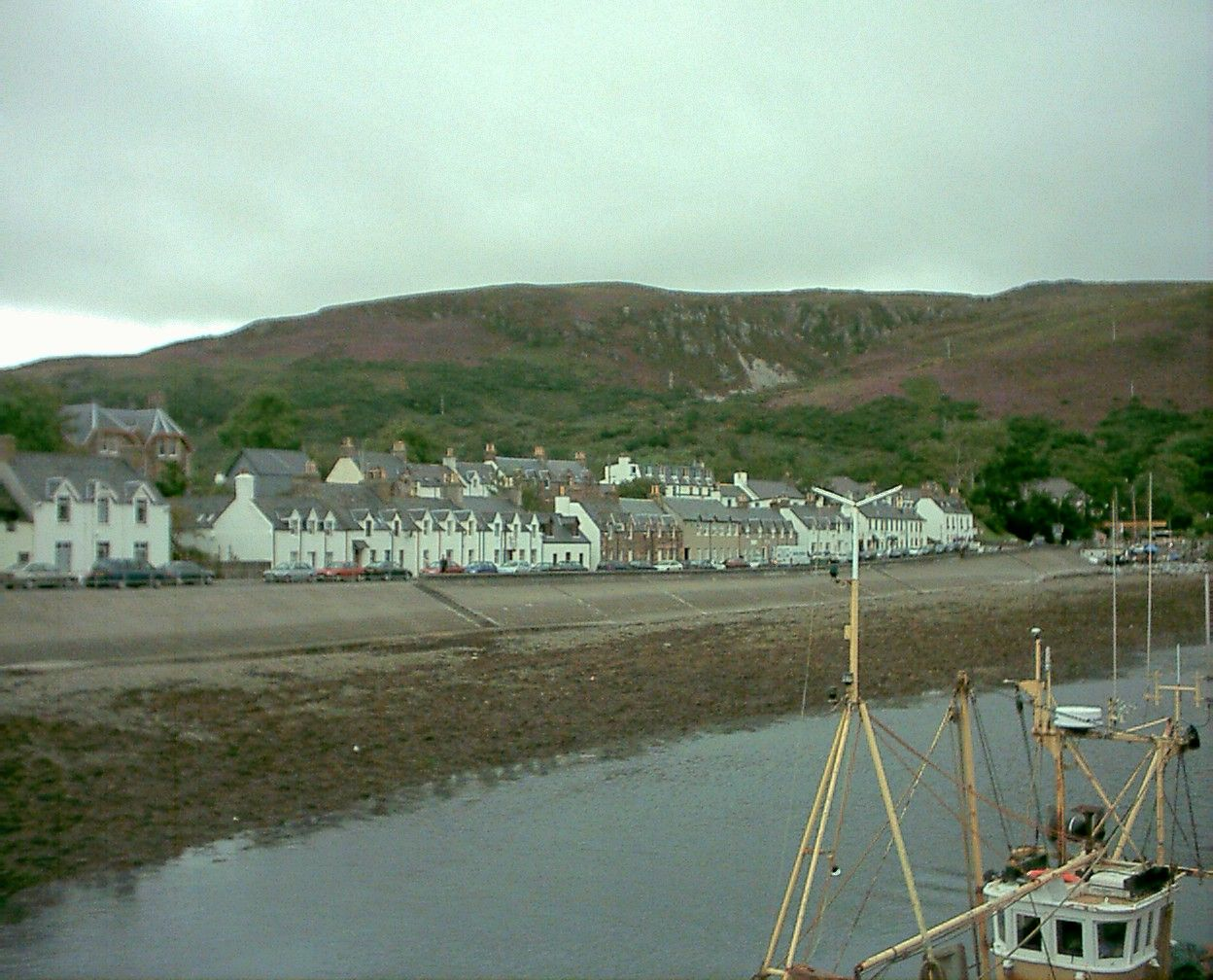
het handelsmerk van Ullapool

Ullapool (Schots-Gaelisch: Ulapul) is een plaats in het noordwesten van Schotland, in het raadsgebied Highland. De plaats is gelegen aan Loch Broom en heeft 1308 inwoners.
Het stadje werd in 1788 gesticht door de British Fisheries Society als vissershaven ontworpen door Thomas Telford en kwam tot bloei tijdens de hoogtijdagen van de haringvangst. De visindustrie speelt nog altijd een belangrijke rol. En sinds een aantal jaar doet de haven ook dienst als vertrekpunt voor de veerboot naar Stornoway. Een bekende kerk in Ullapool is de Loch Broome Free Church.
Iets naar het zuiden ligt de Corrieshalloch Gorge waar het water van de Falls of Measach naar beneden stort. De waterval is te bezichtigen vanaf een hangbrug die over de kloof is gespannen.